# NewsRadio (serial)
NewsRadio este un serial de televiziune de sitcom american din anul 1995 creat de către Paul Simms, care a fost difuzat pe NBC. În România serialul a fost difuzat pe ProTV, Pro Cinema iar mai târziu pe Pro Gold (actualul Acasă Gold).